# Alvensleben’sche Bibliotheken
Die Alvensleben’sche Bibliotheken sind mehrere historische Büchersammlungen, die einen Teil des Kulturbesitzes der Familie von Alvensleben repräsentieren.
- Die Alvensleben’sche Lehnsbibliothek von Joachim I. von Alvensleben im 16. Jahrhundert instituiert, nach der abgeschlossenen Restaurierung von Schloss Hundisburg daselbst untergebracht. Sie umfasst etwa 4700 Bände.
- Die Kapellenbibliothek mit ca. 2200 Bänden, die den Häusern Erxleben I und Erxleben II gemeinsam gehörte und 1936 auf beide Häuser aufgeteilt wurde. Der auf Erxleben II entfallene Anteil konnte 1945 zusammen mit der Lehnsbibliothek kurz vor der russischen Besetzung weitgehend gerettet werden und befindet sich jetzt wieder in Hundisburg. Der auf Erxleben I entfallene Anteil ist gut zur Hälfte verloren, nur etwa 450 Bände konnten – überwiegend von der Universitäts- und Landesbibliothek Sachsen-Anhalt in Halle – restituiert und in Hundisburg wieder aufgestellt werden.
- Die Allodial- bzw. Fideikommisbibliothek Erxleben I mit etwa 2000 Büchern ist weitgehend verschollen. Dazu zählte eine kostbare Sammlung von mit Kupferstichen illustrierten Kinderbüchern in deutscher, französischer und englischer Sprache.
- Die Allodial- bzw. Fideikommisbibliothek Erxleben II mit etwa 7000 Büchern, überwiegend aus dem 18. und 19. Jahrhundert, von denen inzwischen etwa 2000 wieder zusammengeführt werden konnten.

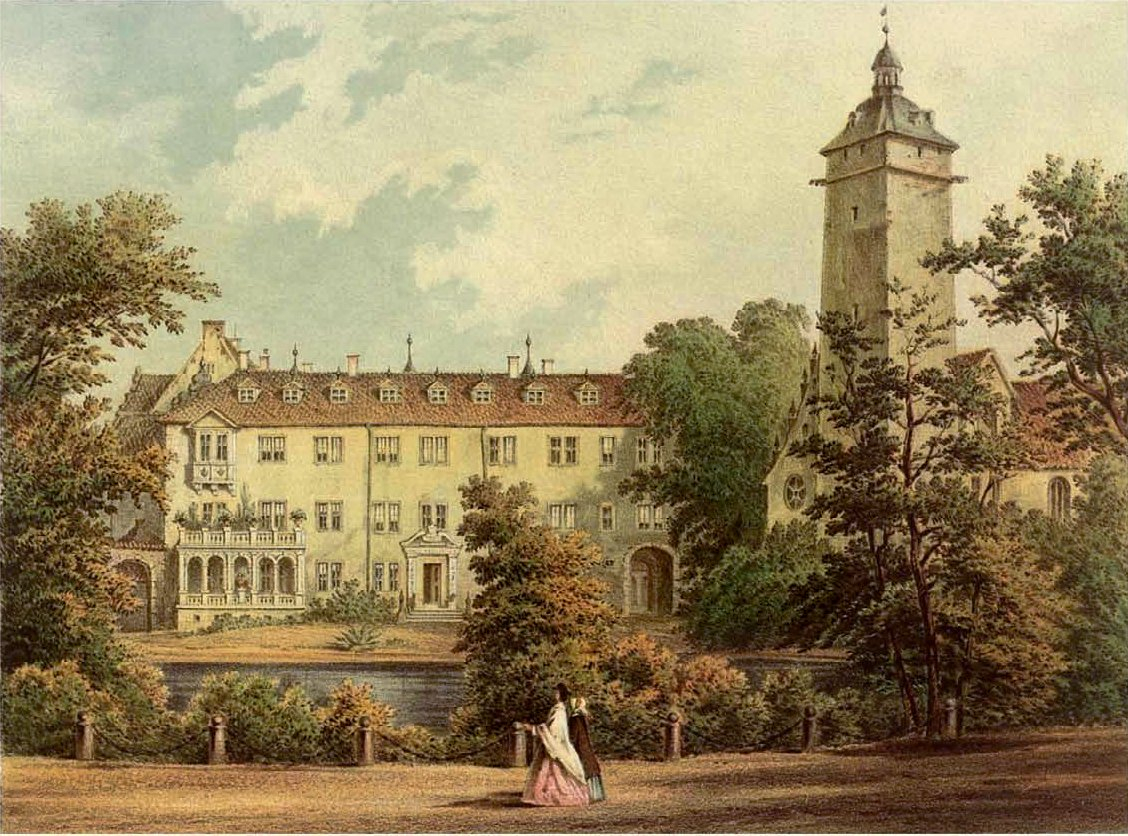
Schloss Erxleben, Mitte 19. Jh.

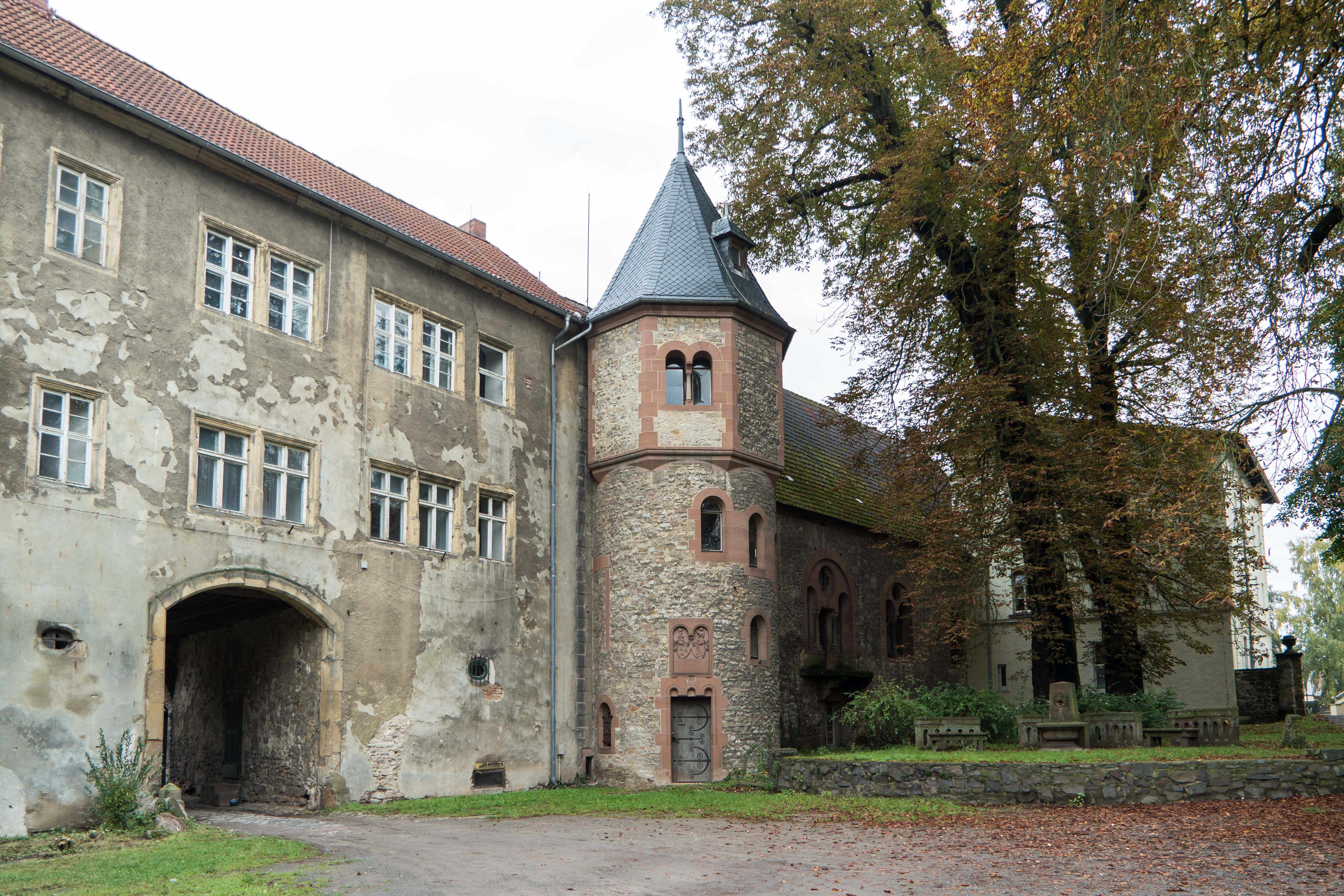
Der Erxlebener Bibliotheksflügel von 1905

Die Bibliothek Joachim I. von Alvenslebens, der seine Nachkommen verpflichtet hatte, „sie zu erhalten, zu vermehren und niemals zu teilen“, befand sich ursprünglich in Schloss Erxleben, wurde aber bereits 1610, gut 22 Jahre nach dem Tod seines Gründers, zur öffentlichen Nutzung nach Stendal gebracht und war dort rund hundert Jahre zugänglich. 1709 holte sie der Minister Johann Friedrich II. von Alvensleben in sein neu erbautes Schloss Hundisburg, wo sie im Nordturm untergebracht war. Als Hundisburg 1811 verkauft werden musste, kam die Bibliothek zurück nach Erxleben. Dort wurde 1899–1903 ein neuer Bibliotheksbau errichtet, in dem die Sammlung zusammen mit weiteren Büchern bis 1945 verblieb. Im Juni 1945 konnten etwa 5600 Bände der alten Bibliothek zusammen mit weiteren Kulturgütern, wie dem Chorgestühl des Magdeburger Doms, kurz vor der Besetzung durch die Rote Armee nach Pattensen bei Hannover in Sicherheit gebracht werden. Sie wurden zunächst dem Kloster Loccum und seit 1976 der Herzog August Bibliothek in Wolfenbüttel in Verwahrung gegeben. Im Februar 2012 wurde die Sammlung in ihre Entstehungsregion zurückgeführt und wieder in Schloss Hundisburg aufgestellt, wo sie – ergänzt um etwa 500 restituierte Bücher – ab September 2012 als Außenstelle der Universitäts- und Landesbibliothek Sachsen-Anhalt in Halle der öffentlichen Nutzung weiterhin zugänglich ist.
Der derzeitige Bestand umfasst noch etwa 6000 großteils historisch bedeutsame Werke und gilt als eine der bedeutendsten Privatbibliotheken der Renaissancezeit. 60 Prozent des Bestandes sind aus der Zeit Joachims (1514–1588), 30 Prozent stammen aus dem 17. Jahrhundert und 10 Prozent aus dem frühen 18. Jahrhundert. Die Bibliothek beinhaltet hauptsächlich Theologica, Philosophica, Philologica, Juridica, Historica, Medica, Astronomica und Mathematica sowie Leichenpredigten. Zu allen Disziplinen gehören Sammelbände.
Die Sammlung war nie Bestandteil der Stadtbibliothek Stendal oder ihrer Vorgängerbibliotheken, war aber von 1610 bis 1811 für die Stendaler Öffentlichkeit zugänglich.